# مايك غريس (لاعب كرة قاعدة)
مايك غريس (بالإنجليزية: Mike Grace)‏ هو لاعب كرة قاعدة أمريكي، ولد في 14 يونيو 1956 في بونتياك في الولايات المتحدة.

## وصلات خارجية
- مايك غريس (لاعب كرة قاعدة) على موقعبيزبول رفرنس.كوم (الدوري الرئيسي) (الإنجليزية)
- مايك غريس (لاعب كرة قاعدة) على موقعبيزبول رفرنس.كوم (الدوري الثانوي) (الإنجليزية)